# Монтания-Алавеса

Монтания-Алавеса (исп. Montaña Alavesa, баск. Arabako Mendialdea)  — район (комарка) в Испании, входит в провинцию Алава в составе автономного сообщества Страна Басков.

## Муниципалитеты
1. Аррайя-Маэсту
2. Бернедо
3. Кампесо
4. Лагран
5. Пеньясеррада
6. Валье-де-Арана
7. Парсонерия-де-Энсия
8. Комунидад-де-Ланьо,-Пипаон-и-Пеньясеррада